# قلعه قارون امیریه
قلعه قارون امیریه مربوط به دوران‌های تاریخی پس از اسلام است و در شهرستان شاهرود، بخش بسطام، روستای امیریه واقع شده است. این اثر در تاریخ ۲۵ خرداد ۱۳۸۱ با شمارهٔ ثبت ۵۸۶۰ به‌عنوان یکی از آثار ملی ایران به ثبت رسیده است.